# Port lotniczy Manuae
Port lotniczy Manuae – port lotniczy zlokalizowany na wyspie Manuae (Wyspy Cooka).